# José Guerrero (football)
Pour les articles homonymes, voir Guerrero.
José Daniel Guerrero, né le 18 novembre 1987 à Guadalajara, est un footballeur mexicain évoluant au poste d'attaquant avec le Club América.

## Biographie

### En club
Le 4 mars 2015, il inscrit un but en Ligue des champions de la CONCACAF, lors d'un match contre le Deportivo Saprissa comptant pour les quarts de finale de cette compétition (victoire 2-0).
Il dispute avec le CF Atlante la Coupe du monde des clubs 2009 organisée aux Émirats arabes unis (3 matchs joués), puis avec le Club América la Coupe du monde des clubs 2015 organisée au Japon (2 matchs joués).

### En équipe nationale
José Guerrero reçoit plusieurs sélections avec l'équipe du Mexique des moins de 20 ans. Il participe avec cette équipe à la Coupe du monde des moins de 20 ans 2007 organisée au Canada. Il joue trois matchs lors du mondial junior : contre le Portugal, la Nouvelle-Zélande, et enfin l'Argentine.
Il reçoit une sélection en équipe du Mexique lors de l'année 2007. Toutefois, ce match n'est pas officiellement reconnu par la FIFA.

## Palmarès
- Champion du Mexique (Tournoi d'ouverture) en 2007 avec le CF Atlante et 2014 avec le Club América
- Vainqueur de la Ligue des champions de la CONCACAF en 2009 avec le CF Atlante et en 2015 avec le Club América